# Phenacoccus hurdi
Phenacoccus hurdi  (лат.) — вид полужесткокрылых насекомых-кокцид рода Phenacoccus из семейства мучнистые червецы (Pseudococcidae).

## Распространение
Южная Америка: Бразилия (Pernambuco), Мексика, США (Аризона, Калифорния, Нью-Мексико, Техас, Юта).

## Описание
Питаются соками таких растений, как сметанное яблоко (Анноновые: Annona muricata); Астровые: Gutierrezia sarothrae; Gutierrezia lucida; Isocoma; губастик (Норичниковые: Mimulus).
Таксон Phenacoccus hurdi включён в состав рода Phenacoccus вместе с видами P. herreni, P. baccharidis, P. madeirensis, P. manihoti, P. solani, P. solenopsis, P. tucumanus, и другими.